# Francisation de Bruxelles
Vous lisez un « article de qualité » labellisé en 2009.

Emplacement en Belgique de Bruxelles, enclave officiellement bilingue au sein de la Flandre néerlandophone

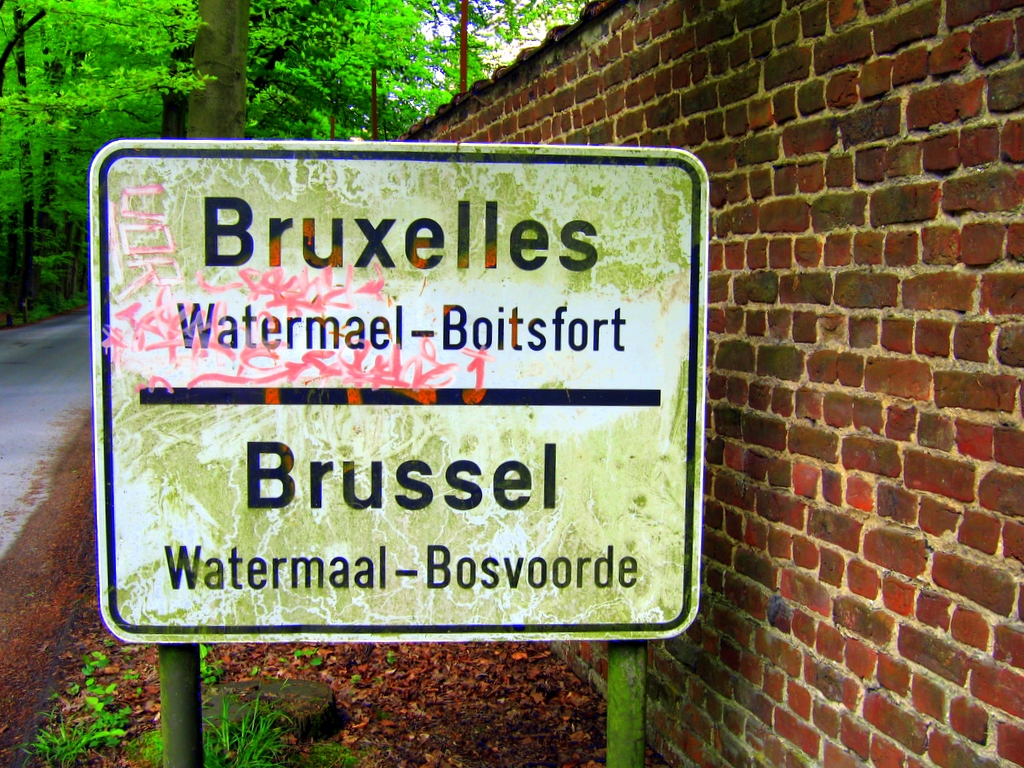
Le français et le néerlandais sont tous deux langues officielles de la Région de Bruxelles-Capitale et de toutes ses communes.

La francisation de Bruxelles correspond à la transition qu'a effectuée Bruxelles au cours des deux derniers siècles d'une ville quasiment entièrement néerlandophone en une ville avec le français pour langue majoritaire et lingua franca. À côté d'une immigration française et wallonne, cette progression du français s'explique avant tout par la conversion linguistique de la population flamande au cours des générations.
La francisation démarra graduellement au XVIIIe siècle, mais elle ne prit toute son ampleur que lorsque la Belgique devint indépendante et que le nombre d'habitants de la nouvelle capitale s'accrut rapidement,. Le recul massif du dialecte brabançon, communément appelé dialecte flamand,, ne commença que dans la seconde moitié du XIXe siècle. Le français — seule langue officielle en dépit de la majorité flamande — était la langue des tribunaux, de l'administration, de l'armée, de la culture, des médias et de l'enseignement. En tant que langue du pouvoir économique et politique, et des échanges internationaux à l'époque,, adopter le français était considéré comme absolument nécessaire pour progresser socialement,,. À partir de 1880, on constate une véritable explosion de la connaissance du français parmi les néerlandophones,. Le néerlandais ne se transmettait plus à la génération suivante, ce qui a eu pour effet une augmentation considérable du nombre des francophones unilingues après 1910.
À partir des années 1960, alors que l'anglais s'est ajouté au français (qui reste la langue dominante dans les institutions européennes jusqu'au début des années 1990) comme langue des échanges et diplomatique internationale avant de , la fixation de la frontière linguistique en Belgique et l'essor économique de la Région flamande ont eu pour effet de ralentir, puis d'arrêter la francisation des néerlandophones,. Durant la seconde partie du XXe siècle, Bruxelles devint progressivement une ville d'échanges internationaux, ce qui contribua à un afflux d'immigrants qui favorisèrent l'émergence du français ainsi que d'autres langues étrangères, aux dépens du néerlandais. Simultanément, à la suite de l'urbanisation, un nombre supplémentaire de communes précédemment néerlandophones de la périphérie bruxelloise devinrent majoritairement francophones,,. Ce phénomène, connu en Flandre comme la « tache d'huile » (« olievlek »), constitue, en même temps que la question du statut de Bruxelles, un des principaux sujets de contentieux de la politique belge,,.

## Clarification des termes

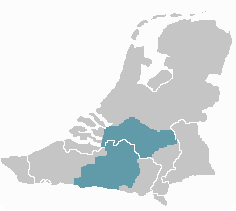
Le brabançon dans l'aire linguistique du néerlandais.

Les lacunes, les divergences et les hésitations dans la terminologie du néerlandais sont certainement liées aux confusions et fluctuations terminologiques qui ont longtemps caractérisé l'usage des néerlandophones eux-mêmes. Au Moyen Âge, on parlait de Dietsch (mot apparenté de « thiois ») — ignorant les autres variantes orthographiques et dialectales — signifiant langue du peuple, pour désigner l'ensemble des parlers germaniques en face du latin, langue de l'Église et des lettrés. Jusqu'au XVe siècle, dietsch sera utilisé pour désigner la langue néerlandaise, puis dietsch sera spécifié en nederduits (« bas-allemand ») pour mieux le différencier du hoogduits (« haut allemand »),. Nederduits était concurrencé par Nederlands (adjectif des Nederlanden; les Pays-Bas belgiques) et ensemble ces deux mots devaient provoquer un recul spectaculaire de Diets et consorts comme désignation de la langue néerlandaise au XVIe siècle et XVIIe siècle. Dans le sud, le terme Vlaams (« flamand ») gagnait progressivement du terrain. Ces différents glottonymes concurrents étaient souvent employés indifféremment pour désigner l'ensemble du diasystème néerlandais. L'opposition « flamand » / « néerlandais » n'a donc pas toujours été pertinente historiquement.
Dans cet article, la terminologie moderne est employée. Dans le domaine linguistique, le terme « flamand » est réservé aux dialectes du néerlandais parlés dans les provinces belges de Flandre-Occidentale et de Flandre-Orientale, ainsi qu'en Flandre française. Le brabançon fut le dialecte le plus important dans la néerlandophonie du XIVe au XVIe siècle et a laissé des traces considérables dans le néerlandais standardisé ; c'est pourquoi il n'est pas considéré comme une langue distincte. Il convient de noter qu'en Belgique néerlandophone, le néerlandais standard ne s'est répandu massivement qu'après les années 1960. Dans cet article, le terme « néerlandais » ne signifie donc pas nécessairement uniquement la langue standard, mais peut bien servir de terme générique pour désigner l'ensemble de ses dialectes parlés dans les Pays-Bas historiques.

## Moyen Âge
Autour de l'an mil, le comté de Bruxelles devint partie intégrante du duché de Brabant et dès lors du Saint-Empire romain. Bruxelles — au nord de la frontière linguistique, en pays de langue germanique,, — est une des villes principales du duché, tout comme Louvain, Anvers et Bois-le-Duc. Le thiois, sorte d'ancien néerlandais (sous la forme de dialectes brabançons,), était alors la langue principale de Bruxelles, tout comme de ces autres villes. Cependant le Brabant n'était pas unilingue : la partie du duché au sud de Bruxelles, autour de Nivelles, était de langue romane ; cela correspond approximativement à la province du Brabant wallon.
Initialement le latin était la langue administrative de Bruxelles ainsi que de nombreuses régions d'Europe. À partir de la fin du XIIIe siècle, le latin régressa au profit des langues vernaculaires. Cette transition s'amorça à Bruxelles, s'étendit aux autres cités brabançonnes et s'acheva au XVIe siècle. Les proclamations et règlements officiels furent progressivement rédigés en moyen néerlandais. Le moyen néerlandais conserva son statut administratif dans la région bruxelloise du duché de Brabant jusqu'au XVIIIe siècle. Sous la tutelle germanique, les villes brabançonnes jouirent de nombreuses libertés, y compris le choix de leur langue. Avant 1500, il y a peu de documents rédigés en moyen français dans les archives de la ville. En comparaison, le pourcentage de documents en langue romane dans les villes flamandes de Bruges, Gand, Courtrai et Ypres (situées dans le comté de Flandre, fief du royaume de France) fluctua pendant la même période entre trente et soixante pour cent.
À la mort de Jeanne de Brabant, en 1406, le duché de Brabant passa par héritage aux mains des ducs de Bourgogne et l'emploi du moyen français s'accrut dans la région,. En 1477, Charles le Téméraire mourut au cours de la bataille de Nancy. À la suite du mariage de sa fille Marie de Bourgogne, sa seule héritière, avec l'empereur Maximilien Ier, les Pays-Bas eurent les Habsbourg pour souverains. Bruxelles devint la capitale des Pays-Bas bourguignons, aussi connus sous le nom des Dix-Sept Provinces. Après la mort de Marie de Bourgogne en 1482, son fils Philippe le Beau lui succéda comme duc de Brabant. En 1506, il fut couronné roi de Castille, marquant le début de l'époque espagnole.

## L'époque espagnole

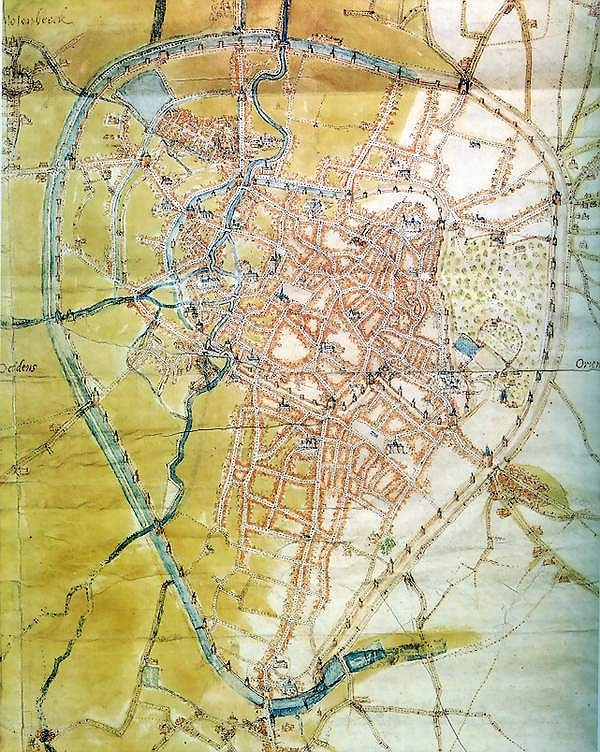
Plan de Bruxelles, en 1555, enclose dans la petite ceinture.

Après 1531, Bruxelles reçut le nom de Princelijcke Hoofstadt van 't Nederlandt, littéralement la « capitale princière des Pays-Bas ». Sous Charles Quint, descendant des ducs de Bourgogne, qui a installé son pouvoir à Bruxelles, la langue française est une des langues de la Cour et est utilisé, mais pas dans les relations avec la population.
À la suite de la division des Pays-Bas au cours de la guerre de Quatre-Vingts Ans et en particulier de la chute d'Anvers en 1585 aux mains des forces espagnoles, les centres économiques et culturels des Pays-Bas se déplacèrent au nord, dans les Provinces-Unies, où était en vigueur le principe de liberté religieuse et où étaient reconnues tant la religion juive que la catholique, l'emploi des langues restant libre, la classe dirigeante des villes étant surtout calviniste. Quelque 150 000 personnes — principalement issues de l'élite économique et intellectuelle — s'enfuirent vers le nord.
La rupture avec les Pays-Bas septentrionaux porta un coup sévère au nouveau néerlandais (en néerlandais nieuwnederlands, stade historique intermédiaire entre le moyen néerlandais et le néerlandais moderne) comme langue de culture dans les Pays-Bas méridionaux. En Brabant et en Flandre, l'emploi des langues restait régi par l'usage remontant à Charles-Quint et aux ducs de Bourgogne et le français était toujours une des langues de la Cour. Mais Brabant et Flandres participaient à la Contre-Réforme, et les prêtres catholiques prêchaient en latin. Le nouveau néerlandais était considéré comme la langue du calvinisme et donc comme une langue anticatholique. Dans le contexte de la Contre-Réforme, de nombreux clercs durent faire leurs études à l'Université de Douai, située en terre de langue française mais où la langue de l'enseignement était uniquement le latin. Le nouveau néerlandais ne fut cependant pas entièrement exclu du domaine religieux, pas plus que le français. Par exemple, Ferdinand Brunot déclare que, en 1638 à Bruxelles, les Jésuites « prêchaient trois fois par semaine en flamand et deux fois en français ». Tandis que le néerlandais standard se répandait dans les Provinces-Unies, les dialectes continuèrent à être pratiqués dans le sud. Tout comme dans d'autres régions européennes, au cours du XVIIe siècle, le français classique se développa comme la langue de l'aristocratie,. Les langues utilisées par l'administration durant cette période étaient le français classique et, dans une moindre mesure, l'espagnol.
Quelques familles nobles francophones s'installèrent sur les collines de Bruxelles, dans les quartiers du Coudenberg et du Sablon, amenant avec elles un personnel essentiellement wallophone. La richesse de la capitale entraîna un afflux de population originaire de tous les Pays-Bas (donc également de leur partie wallophone). Ces migrants étaient en quête de travail. Cette présence wallophone contribua à l'adoption de termes wallons par la variante bruxelloise du brabançon et ce nonobstant la rapide assimilation de cette population qui, très vite, parla néerlandais.
Au XVIIe siècle, Bruxelles reste cependant une ville majoritairement flamande : il n'y a qu'à la cour, dans l'administration centrale et la noblesse que le français joue un rôle important. La majorité de la population ne comprend pas le français. En 1611, le jésuite Thomas de Sailly traduit en néerlandais un livre de controverse théologique français. Il destine son travail aux magistrats de la ville et explique qu'il a réalisé cette traduction parce que « la plus grande partie de la commune ne parle ni ne comprend aucune langue en dehors de sa langue maternelle. » Les registres du Conseil de Brabant démontrent que jusqu'en 1650 les procès entre Flamands se font toujours en néerlandais. C'est pourtant au XVIIe siècle que le français devient la première langue de certains Bruxellois : l'imprimeur Jean Mommaert écrit dans la dédicace d'un ouvrage « Vous n'êtes pas un de ces Brabançons qui évitent de parler flamand. » ; à la fin du siècle, on voit dans les registres du Conseil de Brabant des Flamands (nobles, ecclésiastiques, fonctionnaires, simples bourgeois) qui introduisent des actions en français. Cette francisation n'est pas due à des pressions politiques.

## L'époque autrichienne
À la suite de l'extinction de la branche espagnole des Habsbourgs, le traité d'Utrecht, transféra à la branche autrichienne les Pays-Bas méridionaux ; c'était par là le début des Pays-Bas autrichiens (1713-1794). C'est au XVIIIe siècle que la francisation de la Flandre va prendre toute son ampleur.

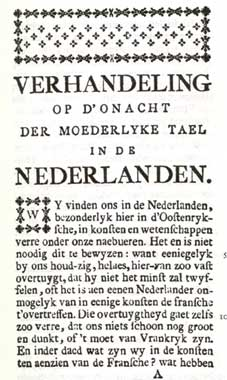
Première page de la « Dissertation sur la déconsidération de la langue maternelle aux Pays-Bas » (1788), par Verlooy, plaidoirie pour la restauration du néerlandais à Bruxelles

On peut énumérer diverses causes pour lesquelles le néerlandais tombait à Bruxelles au statut de simple « jargon de la rue »,. La politique répressive des Espagnols à la suite de la division des Pays-Bas et l'exode de l'élite intellectuelle vers les provinces septentrionales avaient privé de leur classe dirigeante les régions néerlandophones des Pays-Bas méridionaux, mais aussi les régions wallophones, d'où les nombreuses « Églises wallonnes » établies en Hollande et dont certaines existent toujours. Lorsque prit fin le siècle d'or néerlandais (le XVIIe siècle), la richesse des Provinces-Unies déclina et le néerlandais perdit encore de son prestige comme langue de la politique, de la culture et des affaires. En même temps le français étendait sa zone d'influence à toute l'Europe,. Cependant, ailleurs qu'en Flandre, le français ne pénétra que la cour ou l'aristocratie, alors qu'en Flandre, il toucha également la bourgeoisie. Il est à noter que l'essor du français s'accompagne d'une influence française au niveau architectural dans toute la Belgique (hôtels Louis XIV et Louis XV). Au milieu du XVIIIe siècle, par exemple, au Théâtre de la Monnaie, inauguré en 1700, environ 95 % des représentations théâtrales étaient en français,. Ensuite, durant la guerre de Succession d'Autriche, de 1745 à 1749, Bruxelles fut occupée par les Français. De telles circonstances, il résulta qu'après 1780 le français fut adopté par une grande partie de la bourgeoisie flamande, qu'on nomma par la suite fransquillonne,. Par ailleurs une importante croissance démographique s'accompagna d'un accroissement de la pauvreté, ce qui contribua à stigmatiser encore davantage le néerlandais, le langage du petit peuple bruxellois. À Bruxelles la proportion des pauvres doubla de 1755 à 1784, atteignant alors 15 %. À l'opposé, la minorité francophone, relativement aisée, formait la classe sociale supérieure.
En 1761, François-Vincent Toussaint écrit des Brabançons : « Leur langue est déplaisante. Je ne désespère pas qu'elle ne vienne à se perdre tout à fait : le français gagne de jour en jour. » À partir du XVIIIe siècle, de nombreuses plaintes s'élevèrent au sujet du déclin du prestige du néerlandais,. L'avocat néerlandophone Jean-Baptiste Verlooy, qui vivait à Bruxelles, écrivit en 1788 sa Dissertation sur la déconsidération de la langue maternelle aux Pays-Bas. Il y estimait encore à 95 % le pourcentage de la population qui avait le néerlandais pour langue maternelle à Bruxelles-ville, mais y signale que le français est devenu la langue « de tous ceux qui veulent être quelque chose ». Selon lui, le flamand était méprisé dans tous les Pays-Bas, mais surtout à Bruxelles. Dans ce travail, il insistait sur la remise en honneur du néerlandais comme condition de la démocratisation de la société et du développement du peuple.
Le pourcentage de la population qui, dans la vie publique, s'exprimait de préférence en français ne se situait qu'entre 5 et 10 pour cent en 1760 et en 1780 probablement autour de 15 %,,. Il ressort toutefois des archives notariées et de divers documents officiels qu'en 1760 un cinquième des actes environ était établi en français. Vingt ans plus tard c'était environ un quart ; mais à peu près la moitié des actes francophones provenait de la couche supérieure de la société qui ne constituait qu'environ le dixième de la population. En 1760, les artisans et petits commerçants ne rédigeaient leurs actes en français que pour 3,6 % ; en 1780, la proportion était montée à 12,8 %. Entre 1769 et 1795, l'Académie de Bruxelles reçoit 280 mémoires dont 87 sont rédigés en flamand. Les registres du Conseil de Brabant montrent au cours du XVIIIe siècle une augmentation constante des cas traités en français. En 1794-1795, les procès en français sont largement dominants. Au cours de la révolution brabançonne (1789-1790), l'administration municipale publia dans les deux langues un certain nombre de règlements, mais il faut peut-être en voir la cause dans l'afflux de révolutionnaires de langue romane. D'une façon générale, avant l'invasion française de 1794 l'administration bruxelloise n'utilisait le français que dans 5 % des cas de communications officielles à la population, tout le reste était en néerlandais. Pour les Habsbourgs le français était la langue administrative, mais il restait peu utilisé par le peuple. Dans la sphère privée, le néerlandais, sous sa forme du brabançon, était encore le plus utilisé,.

## L'époque française

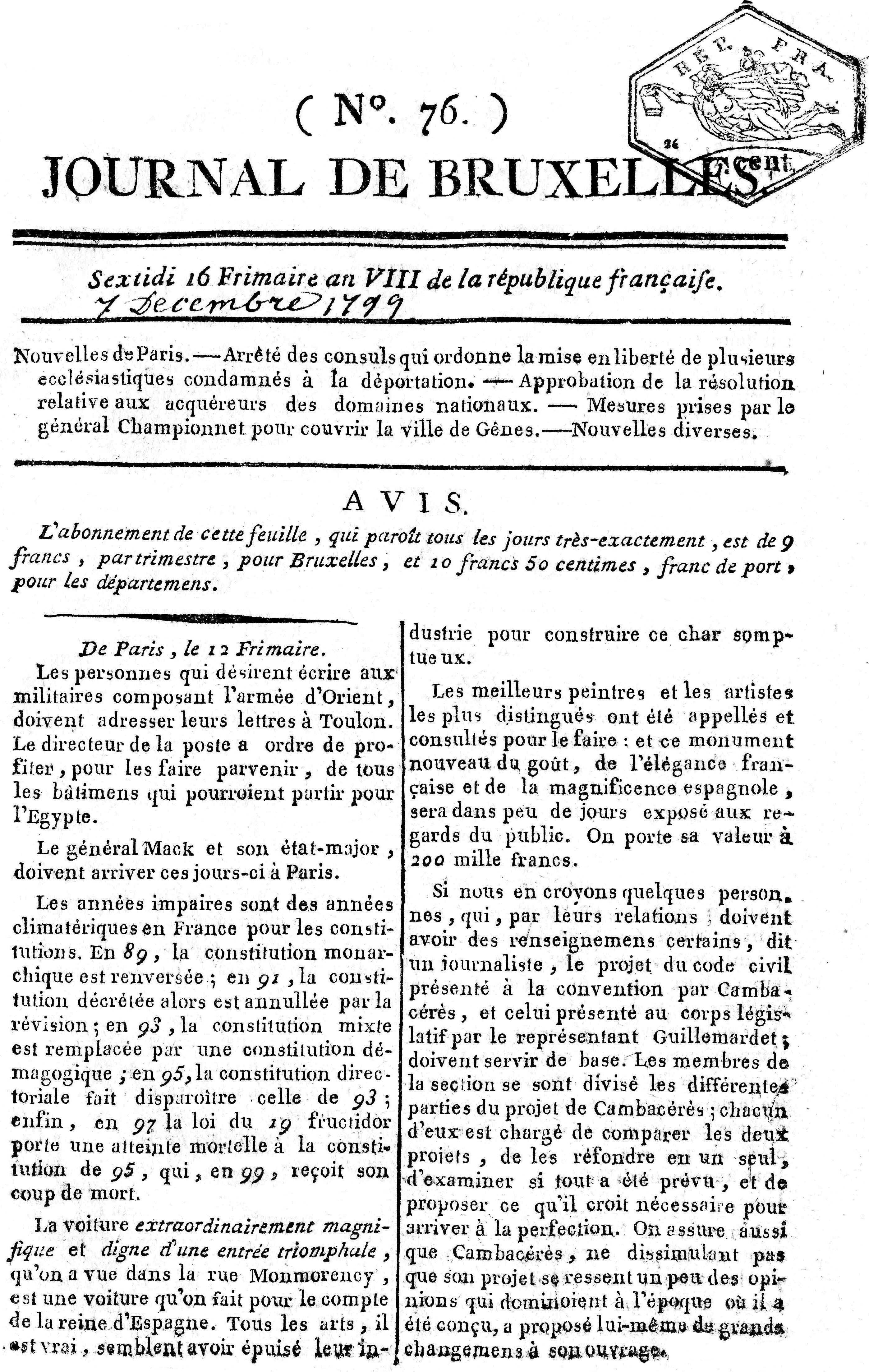
Journal de Bruxelles no 76 (1799).

L'annexion à la France de la Belgique actuelle (1794-1814) conduisit à un déclin du néerlandais qui fut immédiatement éliminé comme langue administrative,. En application du principe « une nation, une langue », le français est imposé dans tous les organismes publics, parmi lesquels l'enseignement secondaire,. Le français devint la langue de la vie publique et du pouvoir économique, politique et social. Néanmoins, la justice et l'administration durent fréquemment avoir recours au néerlandais pour s'adresser à la population et l'enseignement primaire fut peu touché par la francisation. Jusqu'au XXe siècle le néerlandais fut synonyme de pauvreté et de médiocrité de l'éducation. Alors qu'ailleurs en Europe c'est uniquement l'aristocratie qui se francisait, en Flandre, la francisation de l'élite bourgeoise fut très rapide. L'occupation française ne s'accompagna pas de migrations, mais provoqua la francisation de la classe moyenne néerlandophone parce qu'à cette époque prévalut un système éducatif francophone – même s'il était réservé à une faible partie de la population. En Belgique romane, où le français fut très anciennement et naturellement adopté comme langue écrite avant l'époque française, on constate déjà une lente érosion de la pratique des langues régionales comme le wallon, surtout dans les classes supérieures, bien que la vaste majorité de la population ait continué à ne parler que son dialecte dans la vie quotidienne jusqu'au début du XXe siècle. Néanmoins, la pratique du flamand ne fut pas réprimée : les chambres de rhétorique continuèrent à publier librement en flamand.
L'imposition d'un nouvel ordre institutionnel, économique, social et juridique, et la favorisation de la langue française, exaspérèrent le monde rural en Flandre et aboutirent à la Guerre des paysans (1798),,.
Au sortir de la période française, la francisation des classes dirigeantes de toute la Flandre était très avancée. En outre, celles-ci considéraient à présent le français comme « leur » langue : un lien affectif s'était tissé. Le dialecte brabançon subsistait parmi le peuple, mais la langue commune, la langue de culture, avait disparu.

### Le français comme langue administrative de la ville
Aussitôt après l'arrivée des Français, le néerlandais fut interdit à l'hôtel de ville de Bruxelles. Les mesures de francisation étaient considérées par les dirigeants français comme un processus d'unification indispensable pour renforcer l'État, mais elles concernaient essentiellement la bourgeoisie qui, à la suite de la Révolution française, avait enlevé le pouvoir à la noblesse de toutes les anciennes provinces des Pays-Bas autrichiens. Dans les classes inférieures, qui comptaient encore environ 60 % d'analphabètes, leur effet fut bien plus limité. L'aspect des rues fut francisé en vertu de la loi : les inscriptions, les affiches, les noms de rue, etc., durent être en français. Les documents officiels durent désormais être écrits en français, bien qu'une traduction officieuse ait été admise « en cas de nécessité ». En même temps, on déclara à tous les employés des communes rurales qui ne maîtrisaient pas le français qu'ils n'auraient plus le droit d'exercer leurs fonctions à l'avenir. Les tribunaux durent également suivre de telles mesures : les plaidoiries, les verdicts et les autres pièces écrites durent être établis en français, à moins que pour des raisons pratiques ce ne fût impossible. Les notaires furent aussi assujettis à cette loi, même si elle n'entra vraiment dans la pratique qu'à partir de 1803. Pour cette raison la proportion des actes établis en français à Bruxelles passa de 60 pour cent à la fin du XVIIIe siècle à 80 % en 1813. Il faut toutefois le comprendre comme conséquence du respect des lois plus que comme l'évolution de la langue de la population. Un meilleur critère à ce sujet est donné par les testaments, dont, en 1804, les trois quarts étaient encore établis en néerlandais, alors qu'il s'agissait de quelque chose qui concernait plutôt les classes aisées. Ceux qui étaient établis en français concernaient surtout des familles nobles de langue française ou espagnole. C'est la preuve que les classes sociales élevées avaient pour l'essentiel conservé le néerlandais.

### Francisation de la ville haute
Un recensement linguistique a été fait au début du XIXe siècle par le bureau pour la statistique de l'Empire napoléonien ; il y apparaît que c'est le néerlandais qui est le plus utilisé dans les arrondissements de Bruxelles et de Louvain, à l'exception de Bruxelles-ville où, dans certains quartiers, c'est déjà le français qui domine. Dans l'arrondissement de Nivelles, dans le Brabant wallon, la langue du peuple était le wallon. Dans le Pentagone bruxellois (à l'intérieur de la petite ceinture actuelle) le français dominait autour de la rue Haute, dans les quartiers élégants de la ville haute (Coudenberg, Sablon…) et sur les marchés, tandis que le néerlandais s'imposait sur le port, à la porte de Schaerbeek et à la porte de Louvain. À Saint-Gilles, tout près du centre, on ne parlait encore que flamand ; 150 ans plus tard, la moitié de la population y était francophone et unilingue, et en 2009 on n'y trouve pratiquement plus aucune famille néerlandophone.
Entre-temps, Bruxelles avait recommencé à croître : la première enceinte disparut presque spontanément et la deuxième, là où se trouve maintenant la petite ceinture, fut démolie entre 1810 et 1840 pour que la ville pût s'élargir en direction des communes voisines, qui furent par la suite également francisées.
Après la chute définitive de Napoléon, à la suite de la bataille de Waterloo, naquit, en vertu du Congrès de Vienne, le royaume uni des Pays-Bas[réf. souhaitée].

## L'époque néerlandaise

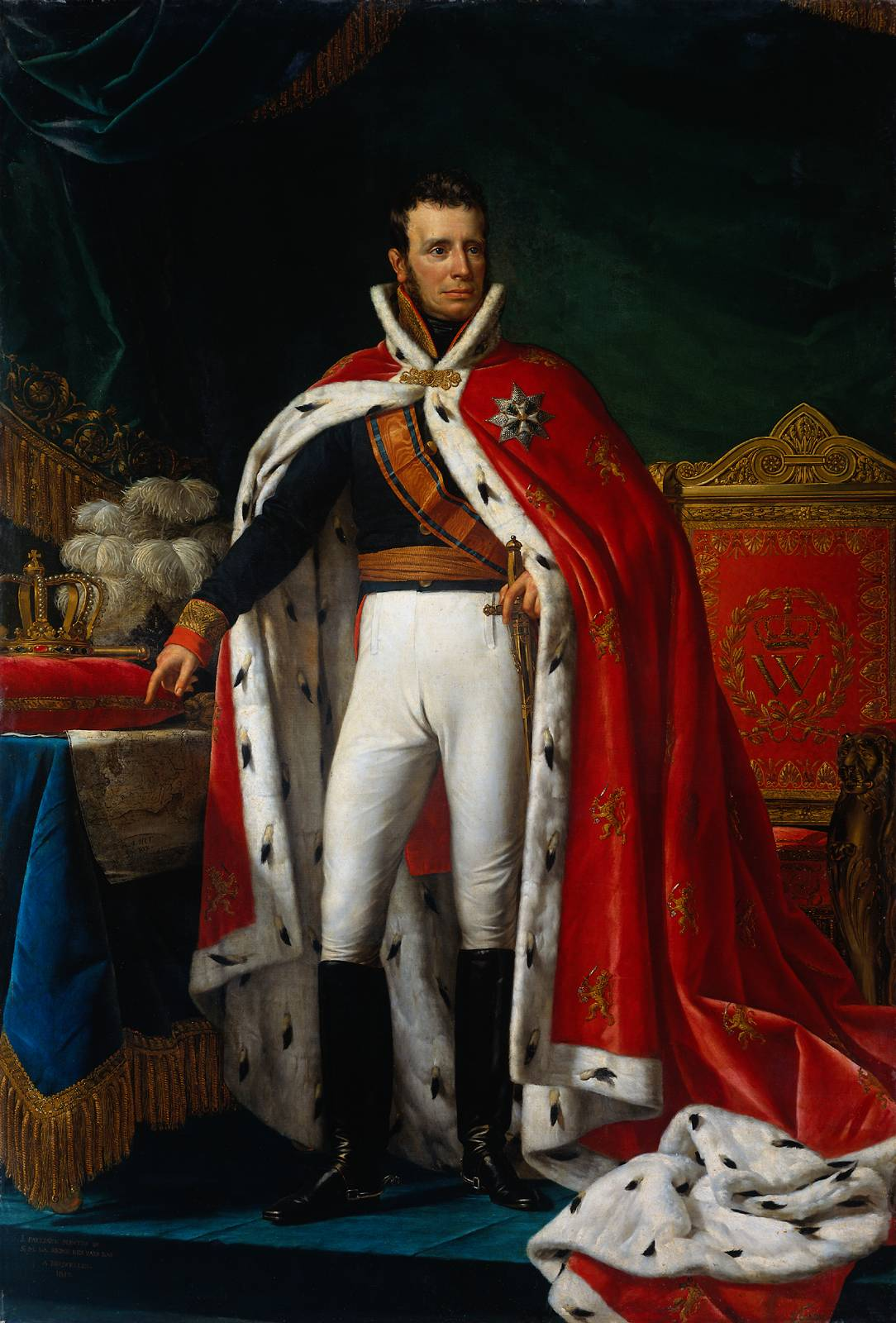
Guillaume er des Pays-Bas introduisit des mesures de néerlandisation forcée.

Peu après la fondation du nouvel État, le néerlandais fut reconnu langue officielle de Bruxelles à la demande des vieux métiers de la ville. La période d'unité entre l'ancienne république des Provinces-Unies et les anciens Pays-Bas catholiques augmentés de l'ancienne Principauté épiscopale de Liège et de celle de la Principauté abbatiale de Stavelot-Malmedy, la future Belgique, qui formeront le Royaume uni des Pays-Bas qui ne dura que de 1815 à 1830 fut trop courte pour nuire en Flandre au prestige et au pouvoir économique du français,, qui resta la langue de l'aristocratie, ni pour restaurer le néerlandais comme langue de culture. Bruxelles et La Haye furent à tour de rôle chaque année le siège du gouvernement des Grands Pays-Bas. Dans la chambre basse, tous les délégués belges s'exprimaient en français. En septembre 1819, le roi Guillaume Ier décida d'introduire le néerlandais comme langue officielle unique des quatre provinces néerlandophones dès 1823, et en 1822 il étendit cette intention aux arrondissements de Bruxelles et de Louvain. Les provinces romanes conservèrent l'unilinguisme français. Il voulut porter les Pays-Bas méridionaux au même niveau d'évolution que les Pays-Bas du Nord, et créa dans cette intention un vaste réseau d'écoles enseignant dans la langue du peuple. Les écoles primaires dans la partie néerlandophone du pays furent néerlandisées tandis que dans l'enseignement secondaire le néerlandais fut introduit graduellement aux côtés du français. Un nombre égal d'heures d'étude dut être consacré au néerlandais et au français. Ce fut aussi le cas dans les provinces wallonnes, bien que, dans les faits, cette loi y fût rarement appliquée. À Bruxelles l'introduction du néerlandais dans l'enseignement se heurta à une forte résistance de la part de l'élite francophone. Les intentions du gouvernement de néerlandisation des écoles primaires y ont par la suite échoué, tandis que dans l'enseignement secondaire la connaissance du néerlandais (par les élèves non néerlandophones) ne dépassa guère un niveau basique.
Le roi voulait faire du néerlandais la langue nationale, mais la bourgeoisie francisée, l'Église catholique et aussi les Wallons s'y opposaient. Les classes populaires n'accueillirent pas non plus cette politique favorablement : elles ne connaissaient que leur dialecte, et considéraient le « hollandais » comme une langue étrangère qu'elles comprenaient à peine. La bourgeoisie francophone voyait sa situation menacée dans la fonction publique alors que, sous la domination française, seule la connaissance du français était exigée, et les Wallons craignaient d'être à terme « flamandisés » dans un état néerlandophone. Le 4 juin 1830, Guillaume Ier admit la liberté linguistique dans tout le royaume,, mettant fin par là à l'unilinguisme néerlandais de la Flandre, et par contrecoup à Bruxelles.
La période de domination hollandaise devait être importante pour le développement ultérieur du néerlandais et du mouvement flamand en Belgique. Toutefois l'Église catholique voyait toujours dans le « Hollandsch » un véhicule du protestantisme, alors que l'aristocratie et la bourgeoisie francophones continuaient à considérer le néerlandais comme une langue inférieure au français,. L'union des oppositions conclue entre les libéraux et les catholiques fut à l'origine de la révolution belge et de l'instauration en Belgique de l'unilinguisme,,. Cette préférence manifeste pour le français eut une influence considérable sur l'usage de la langue à Bruxelles.

## L'époque belge

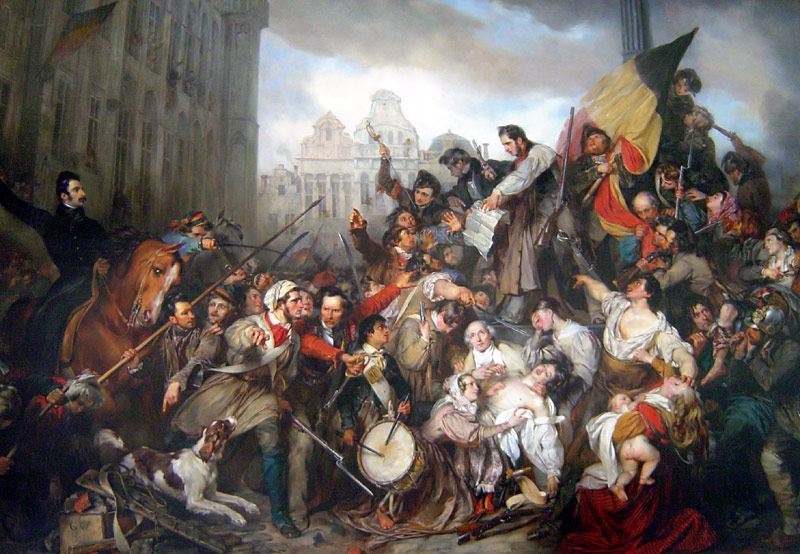
La révolution belge à la Grand-Place, devant l'Hôtel de Ville.

Après la naissance de la Belgique en 1830, le XIXe siècle vit des changements profonds dans les rapports entre les langues à Bruxelles,,. La bourgeoisie continua à se franciser, renforcée par une importante vague d'immigration, française et wallonne, et pour la première fois également la population néerlandophone passa massivement au français en quelques générations. Les causes en étaient nombreuses.

### Le français langue officielle unique
Le 16 octobre 1830 le néerlandais, qui avait bénéficié des faveurs du roi Guillaume Ier, cessa d'être langue officielle. La seule langue officielle du jeune État centralisé devint le français, bien que la majorité de la population parlât divers dialectes du néerlandais,. Dans la pratique, la liberté linguistique garantie par la constitution valait surtout pour l'administration elle-même,. Le français était la langue des tribunaux, de l'administration, de l'armée, de la culture, de l'enseignement et des médias. Il bénéficiait de l'aura du progrès, de la culture et de l'universalisme et l'employer faisait « bien élevé ». Le néerlandais à Bruxelles ou le wallon en Wallonie par contre ne jouissaient d'aucune considération et étaient le propre des petits paysans et des travailleurs besogneux,. Le néerlandais était associé à des idées antirévolutionnaires et sympathies protestantes. En outre, le néerlandais n'avait pas eu le temps pour se faire accepter comme langue standard capable de concurrencer le français ; l'usage des dialectes affaiblit donc la position du néerlandais vis-à-vis du français. À côté de la frontière géographique entre la Flandre et la Wallonie, il existait donc aussi une frontière sociale entre francophones aisés et non-francophones,,. Le français était la langue de la politique et de la suprématie économique de l'élite sociale ; l'adopter était le signe d'un progrès social,,. Qu'il fût chic de parler français n'a pas échappé à Charles Baudelaire au cours d'un bref séjour en Belgique en 1866 ; il dénonçait ainsi le snobisme de la bourgeoisie.
« On ne sait pas le français, personne ne le sait, mais tout le monde affecte de ne pas connaître le flamand. C'est de bon goût. La preuve qu'ils le savent très bien, c'est qu'ils engueulent leurs domestiques en flamand. »
La nouvelle capitale belge était toujours une ville principalement néerlandophone, où les habitants parlaient une forme locale du sud-brabançon. Cela n'empêcha pas dès 1830 le premier bourgmestre, Nicolas Rouppe, d'ériger le français comme langue administrative unique pour Bruxelles. Centre politique, la capitale attira l'élite financière et économique qui lui fournit rapidement une classe dirigeante et une classe moyenne francophones. En 1846, à Bruxelles-ville 37,6 % de la population se considérait francophone ; à Gand, il n'y en avait que 5 %, à Anvers 1,9 %,. Une part importante de ces « francophones » était d'ailleurs fournie par la bourgeoisie flamande qui se donnait comme telle malgré son ascendance partiellement néerlandophone,. Une étude de l'Université libre de Bruxelles (ULB) a démontré que ce taux élevé de francophones est une surestimation. Ce chiffre traduit plus, selon eux, l'ampleur du phénomène d'adhésion au monde culturel français. Il définit donc une volonté de participer au domaine linguistique français, plutôt qu'une connaissance de cette langue et de son usage correct.
En Flandre un peu plus de 95 % de la population parlait divers dialectes du néerlandais en 1860, mais du fait du cens électoral,, elle ne comptait guère économiquement et politiquement, et elle considérait la maîtrise du français comme absolument nécessaire pour progresser socialement,.

### L'immigration francophone
À partir du XVIIIe siècle et tout au long du XIXe siècle, Bruxelles fut un sanctuaire pour de nombreux réfugiés politiques, surtout français. Ils arrivèrent par vagues. La première en 1815 était constituée de jacobins et de bonapartistes, la deuxième, en 1848, d'orléanistes et de républicains, la troisième eut lieu après le coup d'État de 1851 et la quatrième en 1871, après la défaite française dans la guerre franco-allemande. D'autres réfugiés vinrent d'ailleurs en Europe, surtout d'Italie, de Pologne, d'Allemagne et de Russie, et comme ceux-là parlaient le français ou préféraient l'apprendre plutôt que le néerlandais, la francisation en fut favorisée. En 1842, 7,5 % de la population urbaine venait de l'étranger, dont un tiers de Français.
Comme capitale du nouveau pays, Bruxelles attira également un nombre important d'immigrants wallons déjà en partie francisés. Ils représentaient la majorité des immigrants dans la première moitié du XIXe siècle. À l'inverse des immigrants flamands qui appartenaient le plus souvent aux couches sociales inférieures, les nouveaux venus wallons étaient fonctionnaires et étaient issus le plus souvent de la classe moyenne,. L'image du français comme langue des gens cultivés en fut ainsi renforcée. Toutefois, des ouvriers wallons ne maîtrisant pas le français, prirent également le chemin de Bruxelles. Ils habitaient surtout dans le quartier des Marolles et il résulta une sorte de sabir mâtiné de brabançon, de français et de wallon, le « marollien ». En milieu francisé, ces Wallons perdirent également assez rapidement l'usage du wallon. Finalement, le marché de Bruxelles accueillait encore une partie non négligeable de l'élite flamande francisée. Cet afflux d'immigrants francophones a renforcé la présence du français dans la ville.
Entre 1830 et 1875 la population de Bruxelles-ville passa d'environ 100 000 à 183 683 habitants, tandis qu'entre 1830 et 1910 se multipliait par six le nombre d'habitants des 19 communes de l'agglomération. Cette urbanisation consolida la francisation des communes environnantes.
Le statut de langue d'élite qu'acquit le français, la nécessité de le connaître pour progresser socialement, l'unilinguisme de l'État belge et la pression sociale qui en résultait firent que, souvent, les Flamands eux-mêmes aidèrent à la francisation en inscrivant leurs enfants dans des écoles francophones ou, si leur connaissance de français était suffisante, en les éduquant en français. Le cumul de ces raisons fit que des centaines de milliers de Flamands devinrent, par effet boule de neige, francophones. Une évolution similaire s'est d'ailleurs produite en Wallonie.

### Le rôle joué par l'enseignement
La capitale attira un grand nombre d'immigrants venant de Flandre car cette région connut au XIXe siècle une dépression économique et la famine y menaçait. Il régnait chez les Bruxellois un certain sentiment de dédain ; ils se considéraient comme les vrais citadins par rapport aux pauvres immigrants flamands venus de la campagne, même si les uns et les autres parlaient la même langue ; ils étaient donc tentés de manifester leur différence sur le plan linguistique, si bien que les Bruxellois néerlandophones eux-mêmes en venaient à considérer le français comme un mode d'expression supérieur.
Les nouveaux citadins eux-mêmes avaient tendance à se franciser en l'espace de deux ou trois générations ; le modèle classique étant celui des grands-parents monolingues en (dialectes du) néerlandais, des enfants bilingues et des petits-enfants monolingues en français. L'enseignement uniquement francophone joua un rôle clé dans cette évolution ; l'étude du flamand y étant délibérément ignorée. À partir de 1842, il disparut même des quatre premières années dans les écoles communales de garçons, pour ne paraître que dans le troisième degré – mais comme matière secondaire. Dans les écoles de filles, la situation était encore plus mauvaise et les écoles catholiques n'enseignaient pas le néerlandais, alors que c'était la langue maternelle de la majorité des élèves,.
L'enseignement resta exclusivement francophone jusqu'en 1879. C'est seulement après que Charles Buls fut devenu bourgmestre que furent ouvertes à Bruxelles-ville en 1883 des écoles primaires où l'on enseignait en néerlandais. C'était ce qu'on appelait des « classes de transmutation » où les deux premières années d'études primaires se donnaient en néerlandais et où l'on ne faisait qu'ensuite un passage progressif vers le français,,,. Dans un premier temps la proposition de Buls fut accueillie défavorablement par le conseil communal, mais elle finit pourtant par être approuvée après que l'expérience eut prouvé que l'acquisition du néerlandais standard avant de commencer à étudier le français aboutissait en fin de compte à une meilleure connaissance de ce dernier,. Pour le reste on ne toucha pas à la prépondérance du français, qui après quelques années fut de nouveau utilisé comme langue d'enseignement. Une forte résistance francophone cultivait l'image du flamand comme langue de pauvreté et d'infériorité et refusait de l'identifier avec le néerlandais afin d'éviter l'émergence d'une langue standard capable de concurrencer le français. En raison du prestige dont jouissait le français dans l'État belge, et de cette désinformation au sujet du système Buls, les enfants flamands – quand c'était possible – étaient encore souvent dirigés vers les écoles francophones pour bien maîtriser le français. C'était possible en raison de « la liberté du père de famille » qui faisait que la langue de la famille ne devenait pas automatiquement la langue de l'école,. Les Flamands devaient plus tard exiger la suppression de cette liberté afin de freiner la francisation. Par conséquent, le système-Buls échouait en 1880. Du fait que l'enseignement en français était jugé préférable à l'enseignement dans la langue du peuple, il n'y eut plus à Bruxelles-ville presque aucune classe flamande en 1911,,. Dans les 13 communes de l'agglomération, on en trouvait en 1916 441, face aux 1 592 classes francophones, bien que les francophones ne constituassent pas encore le tiers de la population.
Le développement considérable du bilinguisme – dû principalement à l'enseignement francophone – permettait aux parents flamands d'éduquer en français leurs enfants, si bien que le néerlandais ne se transmettait pas à la génération suivante. C'est que le français jouissait d'une grande préférence comme langue familiale, plus que le bilinguisme, même si le partenaire était néerlandophone. Cet effet cumulatif fut le facteur décisif dans la francisation.
Dans le reste de la Flandre, l'enseignement ne joua pas de rôle important dans la francisation, du fait que la scolarité obligatoire ne fut introduite qu'en 1913 et que dans la plupart des écoles primaires on enseignait dans la langue du peuple.

### Griefs flamands

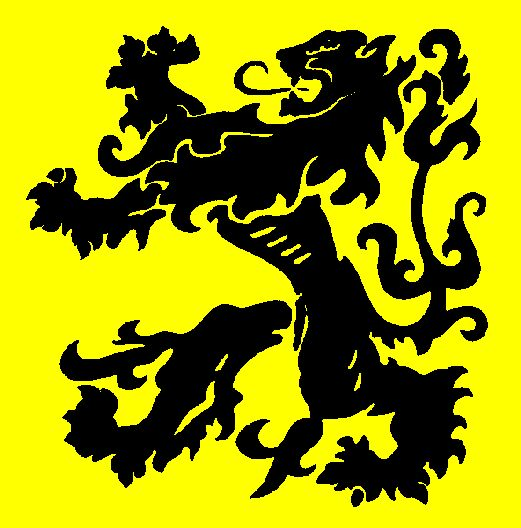
Drapeau du mouvement flamand

Au cours des premières décennies de l'indépendance belge, le mécontentement des Flamands devant le manque d'intérêt pour leur langue ne cessa de grandir. En 1856 fut instituée par le ministre Pierre De Decker la Commission flamande (Grievencommissie) afin de passer en revue les problèmes flamands : elle défendit le bilinguisme dans l'enseignement, l'administration, les tribunaux et l'armée, mais elle fut politiquement ignorée. En faisaient partie entre autres Hendrik Conscience, auteur du Lion des Flandres. Une association destinée à réveiller la conscience des Flamands, Vlamingen Vooruit (« Flamands, en avant »), fut créée en 1858 à Saint-Josse. En étaient membres, entre autres, Charles Buls, bourgmestre de Bruxelles, et Léon Vanderkindere, bourgmestre d'Uccle. Bien qu'en 1880 Bruxelles fût encore néerlandophone à 57 pour cent, ce n'est qu'à partir de 1883 que les écoles primaires furent autorisées à enseigner en néerlandais. En 1881, la commune donna son autorisation pour que les actes de naissance, de décès et de mariage fussent dressés en néerlandais, mais cela ne se fit que dans un dixième des cas. C'est bien le signe que dans la mentalité bruxelloise la domination du français était facilement considérée comme normale, ce qui ouvrait la porte à la francisation.
À la fin du XIXe siècle le Mouvement flamand gagna en force et, dans un premier temps, exigea le bilinguisme de la Belgique tout entière,. Cette proposition fut rejetée par les francophones, : la Wallonie en effet n'avait aucune envie de se flamandiser et les francophones craignaient qu'il leur fallût apprendre le néerlandais pour accéder à des postes importants dans l'administration gouvernementale,. Les Flamands adaptèrent alors leurs exigences et commencèrent à réclamer l'unilinguisme en Flandre, dont l'agglomération bruxelloise faisait encore sociologiquement partie. Ils espéraient que la délimitation des régions linguistiques pourrait freiner l'expansion du français. Un exemple connu causé de cette agitation, et qui relança les exigences linguistiques flamandes, fut le refus de l'ouvrier flamand Jozef Schoep d'accepter qu'à la maison communale de Molenbeek-Saint-Jean, commune de l'agglomération bruxelloise, un acte de naissance fût dressé en français. À l'issue d'un procès qui eut lieu au printemps 1873 et au cours duquel on refusa plusieurs fois aux avocats le droit de plaider en néerlandais, il fut condamné à une amende de 50 francs. Peu après fut votée la loi Coremans qui donnait aux néerlandophones le droit d'être jugés en néerlandais.
D'une façon générale, toutefois, il n'était pas possible au Mouvement flamand de compter sur un grand soutien à Bruxelles. Au contraire du reste de la Flandre, on ne considérait pas le français comme un instrument d'oppression mais plutôt comme une chance de progrès social,,,. Toute tentative pour promouvoir l'usage du néerlandais et limiter l'expansion du français n'apparaissait nullement comme un combat pour l'émancipation, comme dans le reste de la Flandre, mais on y voyait plutôt un obstacle qui empêchait de grimper dans l'échelle sociale. Si dans d'autres villes, comme Gand, une classe ouvrière flamande était dominée par une élite francophone, une distinction aussi nette était moins facile à Bruxelles, du fait qu'on trouvait aussi des Wallons dans le prolétariat. À cette hétérogénéité linguistique s'ajoutait le fait que, dans les mouvements ouvriers, la plupart des dirigeants étaient francophones, si bien qu'on ne confondait pas lutte des classes et lutte linguistique. C'est le bilinguisme que le mouvement ouvrier bruxellois se mit à défendre en tant que moyen d'émancipation pour la classe ouvrière bruxelloise, à partir du début du 20e siècle. Le système éducatif aidant, la francisation massive des ouvriers bruxellois s'en trouva ainsi favorisée.

### Les lois linguistiques
La plupart des communes étaient administrées en français. C'est seulement avec la loi De Laet de 1878 que, progressivement, un changement devait venir. Dorénavant, dans les provinces de Limbourg, d'Anvers, de Flandre-Occidentale et de Flandre-Orientale ainsi que dans l'arrondissement de Louvain toutes les communications avec le public devaient se faire en néerlandais ou dans les deux langues. Pour l'arrondissement de Bruxelles, c'était seulement sur demande ou lorsqu'il fallait répondre à des lettres en néerlandais. Malgré tout vers 1900 la plupart des grandes villes flamandes, les communes sur la frontière linguistique et les communes de l'agglomération bruxelloise étaient encore surtout administrées en français.
Avec chaque nouvelle loi linguistique une exception devait être faite pour l'agglomération bruxelloise. Les Flamands revendiquaient pour Bruxelles — qu'ils considéraient comme une ville flamande — une protection pour le néerlandais similaire à celle de Flandre. Pour l'establishment francophone, Bruxelles était une « ville mixte » et n'appartenait ni à la Flandre ni à la Wallonie. L'imposition obligatoire d'une des deux langues était considérée comme discriminatoire pour l'autre groupe linguistique. Dans les faits cette liberté linguistique devait protéger la puissance du français, ce qui permettrait une francisation d'un nombre croissant de communes et, de génération à génération, des néerlandophones après 1880.
En 1921, le principe de territorialité fut reconnu pour la première fois, ce qui impliquait une reconnaissance de fait de la frontière linguistique. Les Flamands espéraient ainsi pouvoir arrêter la progression du français qu'aurait imposée la pression sociale, tandis que les Wallons ne voulaient pas d'un bilinguisme généralisé qu'aurait imposé la loi. Les communes bruxelloises furent mises à part lors de cette néerlandisation de l'administration locale. La Belgique fut divisée en trois régions linguistiques : une partie néerlandaise monolingue dans le Nord (la Flandre), une partie française monolingue dans le Sud (la Wallonie) et une partie bilingue (Bruxelles), où le français allait continuer à jouer un rôle dominant. Les communes dans l'agglomération bruxelloise et la partie bilingue de la Belgique pouvaient pour leurs affaires intérieures choisir leur langue administrative. Sauf à Woluwe-Saint-Étienne, toutes ces communes optèrent pour le français uniquement.

### Les recensements linguistiques
La loi de 1921 fut précisée par la loi linguistique de 1932. À partir de cette date, dans les quatre provinces flamandes et les arrondissements de Louvain et de Bruxelles (à l'exception de l'agglomération bruxelloise) l'administration centrale eut le droit d'utiliser exclusivement le néerlandais comme langue administrative aussi bien au niveau provincial que communal. La loi disposait toutefois également que les communes situées près de la frontière linguistique ou aux alentours de Bruxelles devaient assurer des services bilingues si la minorité linguistique dépassait 30 %, et que la langue administrative serait modifiée si cette « minorité » dépassait 50 %. On procéda à un recensement linguistique décennal, dont les résultats furent à maintes reprises contestés par les Flamands,,.
Les recensements linguistiques doivent cependant être employés avec beaucoup de prudence,,,,. Les volets linguistiques portaient à la fois sur les langues officielles connues et sur la langue usuelle, c'est-à-dire la langue habituellement parlée. Certains individus voyaient dans la langue usuelle une référence à leur langue maternelle, d'autres à la langue prestigieuse que représentait le français,. Les recensements de 1920 et 1947 se faisaient dans un climat après-guerre. Le néerlandais, étant proche de l'allemand, était discrédité à cause de la collaboration d'une partie du mouvement flamand avec l'occupant allemand. Le français, en revanche, gagnait de prestige étant la langue du vainqueur. En plus, les enquêtes avaient des conséquences politiques, ce qui invitait à la manipulation puisqu'ils prirent l'allure de référendum sur le régime linguistique de la commune au lieu d'une simple enquête sociologique,. En tout cas, les recensements linguistiques démontrent que le bilinguisme gagna rapidement du terrain chez les néerlandophones unilingues, après quoi on passa à l'unilinguisme français à la génération suivante.

#### L'évolution à Bruxelles-ville

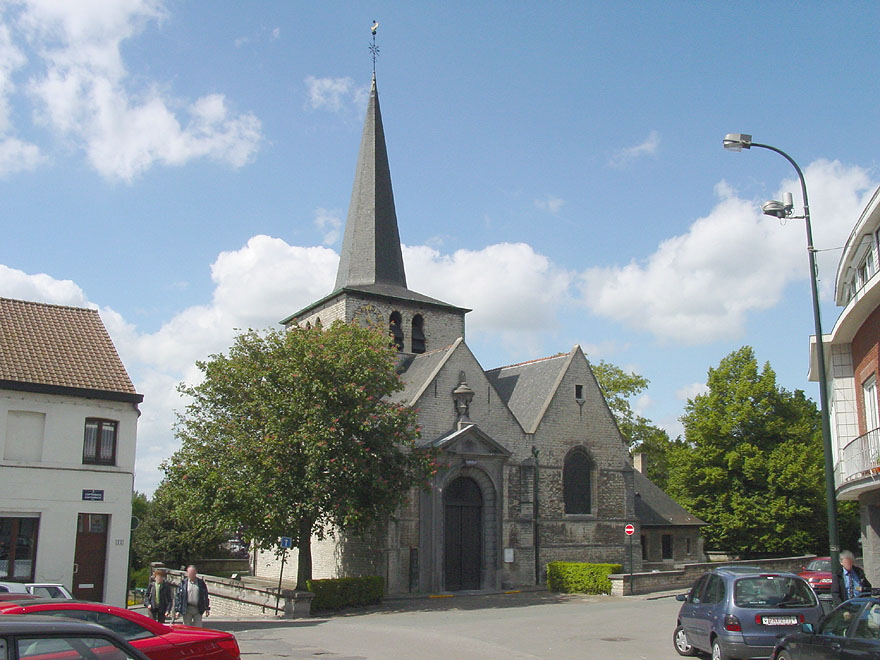
Haren, un des petits villages brabançons absorbés par l'agglomération bruxelloise

Pendant que l'agglomération bruxelloise grandissait fortement, le nombre d'habitants dans le centre-ville connaissait une importante diminution. En 1910, il était encore de 185 000 ; en 1925 il était tombé à 142 000. Il y avait différentes causes parmi lesquelles la puanteur de la Senne et le danger de contamination. En raison de la surpopulation et le manque d'hygiène publique, il y avait encore les épidémies de choléra en 1832 et dans l'hiver de 1848-1849, qui firent qu'entre 1863 et 1879 on dut voûter cette rivière. Une autre raison du dépeuplement fut l'augmentation du prix des terrains et la hausse des loyers. S'y ajoutait l'octroi qui empêchait le développement de la ville (selon le bourgmestre de l'époque, Charles de Brouckère, il dépassait de 30 % en 1848 celui des communes voisines) et qui faisait monter énormément le coût de la vie. L'octroi ne devrait être supprimé qu'en 1860. Par ailleurs l'industrialisation des communes périphériques y attirait la classe ouvrière. Cette ségrégation sociale accéléra le processus de francisation du centre-ville.
Le recensement linguistique de 1846 donnait encore que 60,6 % des habitants parlaient le plus souvent en néerlandais, contre 38,6 % en français. Lors de celui de 1866, on introduisit des combinaisons de langues et il en résulta la répartition suivante : 39 % parlaient le néerlandais, 20 % le français et 38 % connaissaient les deux langues. On ne précisait pas toutefois s'il s'agissait de la connaissance ou de l'utilisation d'une langue, et on ne demandait pas quelle était la langue maternelle. En 1900 à Bruxelles-ville, le pourcentage des francophones unilingues dépassa pour la première fois celui des Flamands unilingues, mais cela venait uniquement de l'augmentation de la proportion de bilingues au détriment des néerlandophones unilingues,. Entre 1880 et 1890 cette proportion avait augmenté spectaculairement de 30 à 50 % – c'était en grande partie la conséquence des « classes de transmutation » – tandis que la proportion de ceux qui ne parlaient que le néerlandais baissait de 36,3 pour cent en 1880 à 17 % en 1910, la proportion de bilingues restant stable à 50 %. Même si la notion de « bilinguisme » était utilisée de façon abusive par le gouvernement pour prouver la francophonie de la ville et de justifier la préférence politique pour cette langue (en prétendant qu'elle était la langue maternelle la plus répandue),, il est clair que le français avait pris pied tant dans la vie publique que dans la vie privée des néerlandophones bruxellois.
En 1921, trois communes périphériques furent incorporées à la commune de Bruxelles. À Haren, le pourcentage de Flamands unilingues cette année-là atteignit encore un pic au-dessus de 82,6 %. C'était encore un village qui ne s'était jamais développé au point de devenir un véritable quartier, et qui était le plus flamand de la Région. À Laeken il y avait encore 21 % de néerlandophones contre 60 % de bilingues. À Neder-Over-Heembeek le pourcentage des francophones unilingues se limitait à 2,1 %, avec 30 % de bilingues. Dès 1921 les chiffres pour ces entités furent inclus dans ceux de Bruxelles-ville.

#### Élargissement de l'agglomération

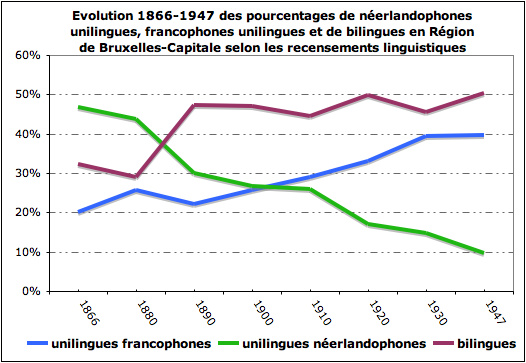
Les recensements linguistiques montraient une transition simultanée de l'unilinguisme néerlandophone vers le bilinguisme d'une part, et du bilinguisme vers l'unilinguisme français d'autre part

À côté de Bruxelles-ville, ce sont les communes d'Ixelles, de Saint-Gilles, d'Etterbeek, de Forest, de Watermael-Boitsfort et de Saint-Josse-ten-Noode qui se francisèrent le plus rapidement. À Ixelles, dès 1846, en face des 45 % de francophones, la proportion des néerlandophones unilingues tomba de 53,6 % à 3 %, tandis que la proportion des francophones unilingues s'élevait à 60 % en 1947. À Saint-Gilles où en 1846 il y avait encore plus de 83 % de néerlandophones, cent ans plus tard les francophones unilingues étaient plus de la moitié en face de 39 % de bilingues. Etterbeek également, à l'origine village néerlandais unilingue à 97 %, devint un quartier de la ville où presque la moitié de la population ne connaissait que le français. La même chose se produisit pour Forest et Watermael-Boitsfort, où une population presque entièrement néerlandophone finit par comprendre autant de francophones que de bilingues tandis que les unilingues flamands n'étaient plus qu'une petite minorité respectivement 5,7 et 6,9 %. Alors qu'à Saint-Josse on comptait encore en 1846 autant d'unilingues flamands que de francophones, il n'y en avait plus que 6 % en 1947 face à 40 % d'unilingues francophones.
En 1921, l'agglomération fut encore agrandie par l'incorporation à Bruxelles-ville des communes de Laeken, de Neder-Over-Heembeek et de Haren, tandis que Woluwe-Saint-Pierre et Woluwe-Saint-Étienne devenaient par la loi une partie de l'agglomération, ce qui portait le total des communes de la liste à 17 puisque 15 autres s'y trouvaient déjà : Anderlecht, Bruxelles-ville, Etterbeek, Ixelles, Koekelberg, Auderghem, Schaerbeek, Molenbeek-Saint-Jean, Saint-Gilles, Saint-Josse-ten-Noode, Woluwe-Saint-Lambert, Jette, Uccle, Forest et Watermael-Boitsfort.
En 1932, Woluwe-Saint-Étienne (qui fait maintenant partie de Zaventem) fut retiré des communes bilingues de l'agglomération bruxelloise, parce que le pourcentage de francophones y était tombé au-dessous de 30 % (c'est le seul cas où cela se soit produit). Dès ce moment-là ces lois déchaînèrent la colère des francophones. Un groupe qui s'élevait contre « la tyrannie flamingante » était « la Ligue contre la flamandisation de Bruxelles » qui plaidait entre autres contre le bilinguisme d'Ixelles et réclamait en même temps l'introduction du français comme langue officielle à Ganshoren et Berchem-Sainte-Agathe, puisque, selon les recensements linguistiques, dans ces communes il s'y trouvait plus de francophones que de néerlandophones à Ixelles. Par ailleurs ils défendaient fougueusement « la liberté de chef de famille », c'est-à-dire le libre choix de la langue d'enseignement, qui était un important facteur de francisation.
| Année | néerlandais | français | Bilingues |
| ----- | ----------- | -------- | --------- |
| 1910  | 49,1 %      | 49,3 %   | 47%       |
| 1920  | 39,2 %      | 60,5 %   | 51%       |
| 1930  | 34,7 %      | 64,7 %   | 47%       |
| 1947  | 25,5 %      | 74,2 %   | 50%       |

Après le recensement linguistique de 1947, Evere, Ganshoren et Berchem-Sainte-Agathe furent ajoutés sur la liste, la pression flamande réussit à faire reporter la mesure jusqu'en 1954. Ce fut le dernier élargissement de l'agglomération bruxelloise officiellement bilingue et le nombre des communes bruxelloises fut porté à 19. Dans les communes périphériques de Kraainem, Linkebeek, Drogenbos et Wemmel, où la minorité francophone s'était enflée jusqu'à dépasser 30 %, on introduisit des facilités linguistiques mais ces communes continuèrent officiellement à appartenir à la région linguistique néerlandophone.
Sur le tableau de droite, il apparaît clairement que selon les recensements linguistiques dans les communes de la région métropolitaine bruxelloise actuelle le français devenait la langue parlée le plus (ou exclusivement). Il faut bien remarquer qu'en 1947, le pourcentage des « bilingues » s'élevait à 50 %, celui des néerlandophones unilingues à 9,4 et celui des francophones à 38 %. Les bilingues étaient le plus souvent des Flamands qui maîtrisaient aussi le français et ainsi étaient pris en compte comme bilingues et non comme néerlandophones dans les statistiques.

### Détermination de la frontière linguistique

Régions linguistiques officielles de Belgique: La Région bruxelloise est un îlot à statut bilingue enclavé dans une Flandre unilingue
Communauté flamande
Communauté française
Communauté germanophone

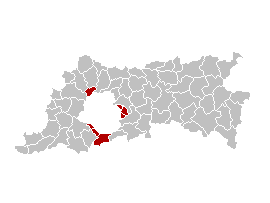
Les six communes à facilités en périphérie bruxelloise.

Après le boycott par des bourgmestres flamands du recensement linguistique qui aurait dû avoir lieu en 1961 et après deux grandes marches flamandes sur Bruxelles, la frontière linguistique fut définitivement fixée en 1963 et les recensements linguistiques furent supprimés. Différentes communes passèrent d'une région linguistique à l'autre : par exemple, les communes qui forment aujourd'hui les Fourons furent rattachées à la province néerlandophone de Limbourg tandis que celles qui constituent aujourd'hui Comines-Warneton et Mouscron échurent à la province francophone du Hainaut.
Dans la périphérie bruxelloise, à Wezembeek-Oppem et Rhode-Saint-Genèse, des facilités linguistiques furent encore introduites pour les francophones qui au dernier recensement de 1947 n'atteignaient pas, de peu, les 30 %. Bruxelles fut définitivement limitée aux 19 communes et se retrouva une île bilingue au sein de la Flandre unilingue,,.
Comme les résultats des recensements linguistiques étaient contestés, le Centre Harmel fut créé afin de trouver des solutions pour attribuer les communes à l'une ou à l'autre des régions linguistiques. Les francophones considéraient que restreindre Bruxelles aux 19 communes équivalait à nier la réalité sociologique, du fait que la délimitation de la frontière linguistique se fondait sur les résultats du recensement linguistique de 1947 et non sur celui de 1960. Certaines sources francophones assurent qu'à cette dernière date la minorité francophone avait également dépassé les 30 % aussi à Alsemberg, Beersel, Leeuw-Saint-Pierre, Dilbeek, Strombeek-Bever, Sterrebeek et de nouveau à Woluwe-Saint-Étienne, et que des facilités auraient donc dû être introduites. Un point de friction politique est que les francophones ont toujours considéré les facilités comme un droit acquis, alors que les Flamands y voyaient une phase de transition pour donner aux minorités une chance de s'intégrer,,.
La séparation en régions linguistiques officielles eut de graves conséquences pour l'enseignement ; la « liberté du chef de famille » fut supprimée. Désormais les enfants néerlandophones furent obligés de suivre l'enseignement en néerlandais, et les enfants francophones en français. Un barrage était donc établi contre la francisation qui s'était fortement enracinée jusqu'aux années soixante dans tout l'espace bruxellois. Cela ne correspondait pas du tout à la vision d'une partie des francophones, surtout du FDF qui venait de se créer et qui plaidait pour la réintroduction de cette liberté du choix de la langue dans l'enseignement,.

### Le mécontentement des francophones
En 1964, en réaction à la fixation de la frontière linguistique et aux conséquences qui en découlaient (le bilinguisme intégral de Bruxelles et l'unilinguisme de la Périphérie bruxelloise), fut créé le Front démocratique des francophones (FDF). Ce parti des Bruxellois francophones s'élevait contre la limitation de Bruxelles aux seules 19 communes,. Il exigeait qu'on remît en vigueur le libre choix de la langue dans l'enseignement, la croissance en toute liberté de l'agglomération au-delà des frontières linguistiques, les compétences économiques pour l'Agglomération bruxelloise (la future Région de Bruxelles-Capitale) et, s'il acceptait le bilinguisme de l'administration bruxelloise, il s'opposait à l'obligation du bilinguisme pour chaque fonctionnaire pris individuellement. Il n'acceptait pas non plus que chaque groupe linguistique eût droit à une proportion fixe dans les instances ; c'était selon lui antidémocratique. Le parti obtint des succès électoraux aux élections dans les années 1960 et 1970, souvent en s'alliant à un autre groupement francophone, « Démocratie Bruxelloise », ou dans la périphérie flamande (le Rand) sous la bannière de la liste « Liberté et démocratie ». Quand il se présenta pour la première fois aux élections en 1964, le parti utilisa le slogan controversé : « Brüssel Vlaams, ça jamais » écrit en lettres gothiques, visant la politique allemande vis-à-vis de la Flandre et la collaboration d'une partie du Mouvement flamand au cours de la Seconde Guerre mondiale.
En 1971, le FDF, qui était soutenu par Paul-Henri Spaak, a remporté une grande victoire électorale avec la liste « Rassemblement Bruxellois », dans un climat communautaire exacerbé (l'université de Louvain venait d'être scindée à la suite de la crise de Louvain de 1968). C'est à cette occasion que s'est posé le problème des « Flamands du FDF » ou « faux Flamands ». Dans le conseil d'Agglomération, mis en place en 1971, et dans le parlement de Bruxelles qui l'avait précédé, un certain nombre de sièges avaient été réservés pour les néerlandophones, et le critère était la possession d'une carte d'identité en néerlandais. Un certain nombre de francophones en réclamèrent une et ainsi ont été élus en tant que « néerlandophones » sur la liste du Rassemblement Bruxellois. Au total, sur 30 néerlandophones 11 étaient donc des « faux ». Le FDF défendait l'idée que l'Agglomération bruxelloise devait devenir « une Région à part entière », avec les compétences qui en découlaient. Les partis flamands préféraient un système où Bruxelles serait gérée par les deux Communautés ensemble ou par l'État national. La discussion devait traîner jusqu'à la création de la Région de Bruxelles-Capitale en 1989, avec des garanties linguistiques pour les néerlandophones.
À l'occasion des fusions de communes en 1976, des villages plus ou moins francisés ont été absorbés par des communes plus importantes où la majorité était flamande, avec comme résultat une diminution du nombre d'élus francophones. C'est ainsi que Zellik a été absorbé par Asse, Woluwe-Saint-Étienne et Sterrebeek par Zaventem, Strombeek-Bever par Grimbergen ; il en a résulté des communes plus grandes, et un renforcement de la prépondérance flamande, comme à Leeuw-Saint-Pierre, Dilbeek, Beersel et Tervuren. Selon le FDF c'était le but recherché en fusionnant les communes et non une simple conséquence. La même année ce parti a été impliqué, en la personne de Roger Nols, bourgmestre de Schaerbeek, dans la grande agitation communautaire qu'on a appelée « l'affaire des guichets ». En violation des lois linguistiques, sur les neuf guichets de la maison communale, il en avait assigné six aux francophones, deux aux « travailleurs immigrés » et un seulement aux néerlandophones. L'affaire agita tout le pays au point qu'il fallut l'intervention de l'armée accompagnée du Procureur général Ganshof van der Meersch, nommé commissaire du gouvernement, pour faire appliquer la loi et que chacun pût aller à tous les guichets dans sa propre langue,.

### La revalorisation du néerlandais
Parallèlement à la montée des tensions communautaires, le manque d'intérêt sociolinguistique envers le néerlandais a progressivement disparu du fait de la reconnaissance de cette langue comme langue unique de la Flandre,, du développement d'un réseau flamand d'enseignement fonctionnant très bien, du développement économique de la Flandre, et de la diffusion du néerlandais standard. Le néerlandais gagna donc en force et empêcha la francisation des Flamands de se poursuivre.

#### La néerlandisation de l'enseignement

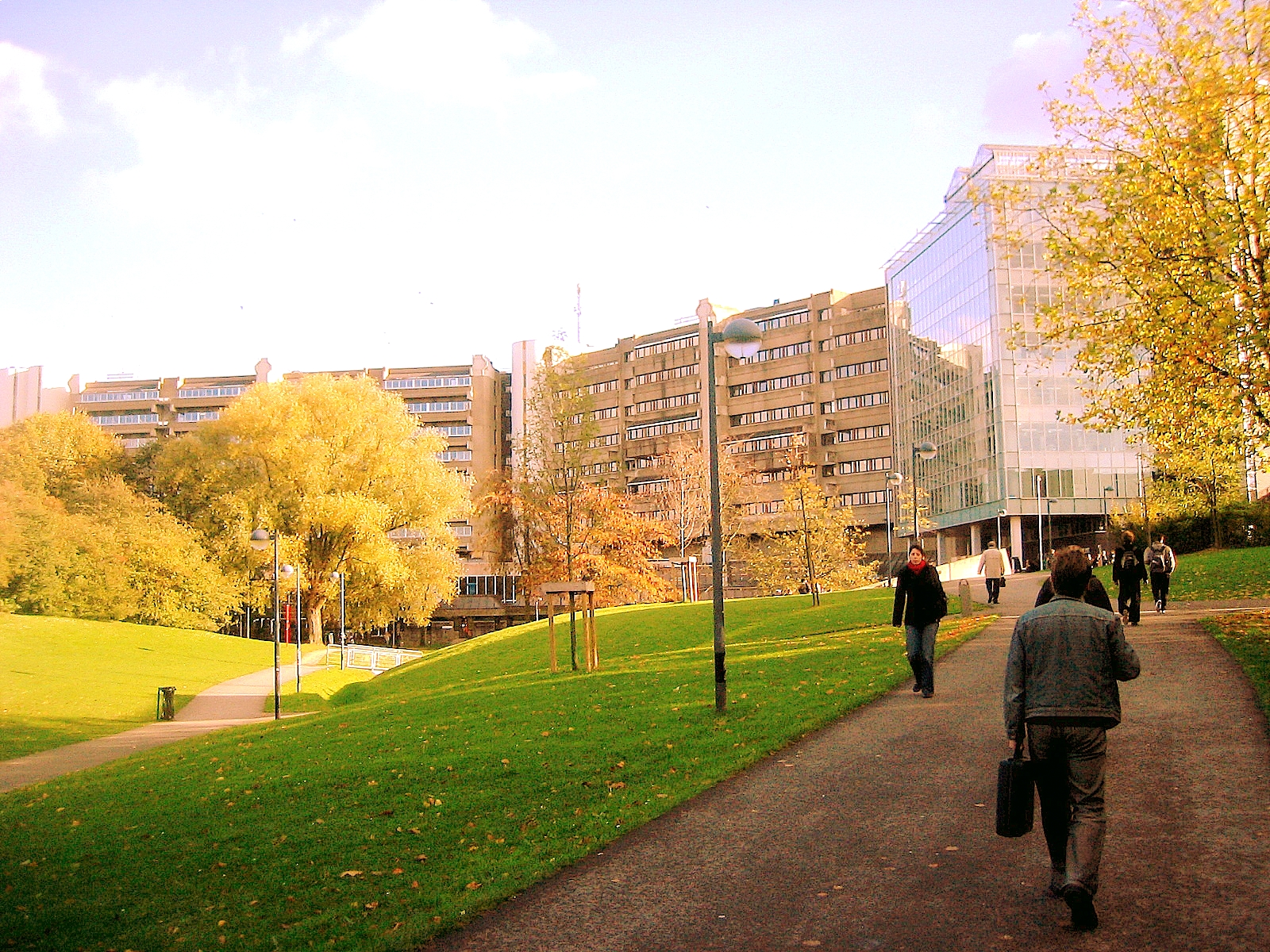
La Vrije Universiteit Brussel (VUB), la quatrième université flamande.

En 1971, le FDF a obtenu à Bruxelles le libre choix de la langue d'enseignement, et il comptait bien que la francisation se poursuivrait comme auparavant. Effectivement, le nombre d'enfants dans l'enseignement flamand à Bruxelles a diminué, tombant de 6 089 élèves du primaire et 15 611 élèves du secondaire dans l'année scolaire 1966-67 à respectivement 5 401 et 11 839 neuf ans plus tard. Mais déjà le Vlaams Onderwijscentrum (« Centre de l'enseignement flamand », VOC) créé en 1967 avait commencé sa campagne de promotion pour reconstruire l'enseignement néerlandophone, avec comme objectif dans un premier temps les familles flamandes. En 1976, cette tâche a été reprise par la Commission culturelle néerlandaise (NCC, le précurseur du VGC) qui a fait de gros investissements pour améliorer la qualité des écoles flamandes. À partir de l'année scolaire 1978-79, cette stratégie a commencé à porter ses fruits et le nombre des enfants inscrits dans les maternelles a recommencé à augmenter, ce qui s'est traduit quelques années plus tard par une hausse dans les écoles primaires. Le résultat a été que tous les petits néerlandophones nés après le milieu des années 1970 n'ont fréquenté que des écoles flamandes. La francisation des Flamands est devenue de plus en plus rare avec le temps ; désormais c'est l'immigration étrangère qui a continué à donner un coup de pouce au français au détriment du néerlandais.
Dans les années 1980, la NCC a ensuite concentré ses efforts sur les familles bilingues classiques, mais un effet qui n'était pas prévu a été que des familles françaises unilingues ont commencé, elles aussi, à envoyer leurs enfants dans l'enseignement flamand – au fur et à mesure que le bilinguisme devenait la norme dans les esprits. À l'heure actuelle l'enseignement flamand exerce à Bruxelles une grande attirance sur les élèves qui ont une autre langue maternelle : en 2005, ce sont 20 % des élèves de cette ville qui fréquentent l'enseignement secondaire néerlandophone et dans les écoles maternelles la proportion est même de 23 %. C'en est au point que les locuteurs de langue maternelle néerlandaise sont devenus une minorité dans les écoles flamandes et qu'il a fallu prendre des mesures de soutien spécifiques pour garantir le niveau de l'enseignement.

#### Le développement socio-économique de la Flandre
Le français parlé par les immigrés et le déclin économique de la Wallonie n'ont guère servi en Belgique le prestige de la langue française vis-à-vis du néerlandais. Pendant ce temps l'économie flamande était en pleine expansion, la classe moyenne néerlandophone se développait et le prestige du néerlandais augmentait.
Les Bruxellois nés à Bruxelles dans une famille néerlandophone unilingue ont toujours un niveau d'enseignement plus bas que la moyenne des Bruxellois. En revanche environ 30 pour cent des nouveaux venus flamands possèdent un diplôme d'enseignement supérieur ou universitaire, et il est sûr que les nouveaux arrivants sont hautement qualifiés. Depuis 1970, par exemple, il y a plus d'étudiants dans les universités néerlandophones que dans les universités francophones. Aujourd'hui le mot néerlandophone n'évoque plus l'idée de travailleurs au bas de l'échelle. Or c'était ce manque de considération envers les néerlandophones qui était une des grandes raisons pour lesquelles ces derniers adoptaient le français dans la vie privée. Les immigrants wallons des deux dernières décennies ont également un niveau d'éducation plus élevé et connaissent beaucoup mieux le néerlandais qu'autrefois. Le bilinguisme est de plus en plus indispensable pour obtenir un bon emploi. Le prestige dont le néerlandais jouit de nos jours à Bruxelles est avant tout de nature économique.
On assure de différents côtés que si la Communauté flamande veut donner à sa langue une place de choix à Bruxelles, elle devrait surtout investir dans l'attractivité de l'enseignement en néerlandais,. Un autre aspect est que l'importance économique du néerlandais à Bruxelles n'a rien à voir avec le poids relatif de la langue dans la population bruxelloise, mais qu'elle dépend principalement des relations entre les entreprises bruxelloises et flamandes (et plus généralement néerlandophones), et c'est cela qui renforce l'importance du néerlandais. L'effet de levier d'une connaissance plus étendue du néerlandais, et indirectement l'ouverture à d'autres aspects de la culture néerlandophone, peuvent améliorer les relations entre les populations différentes et à terme enrichir leur culture, comme c'est le cas actuellement avec le français.

### L'immigration étrangère
En 1951, Bruxelles est devenue le siège de nombreuses institutions de la Communauté européenne du charbon et de l'acier, puis en 1958 de celles de la Communauté économique européenne, tandis qu'en 1967 l'OTAN est également venue s'établir à Evere. Ces faits, combinés à une immigration en provenance d'Europe du Sud, et un peu plus tard surtout de Turquie, du Maroc (un ancien protectorat français) et du Congo (une ancienne colonie belge), ont modifié la composition de la population urbaine à Bruxelles. Entre 1961 et 2006, la proportion d'allochtones est passée de 6,8 % à 56,5,. Les nouveaux venus ont en grand nombre adopté le français, d'autant que beaucoup venaient de l'Afrique francophone,.
D'une façon générale on peut dire que l'immigration étrangère a continué à avantager le français par rapport au néerlandais, donnant un nouvel élan à la francisation de la ville mais, contrairement à ce qui s'était passé dans la première moitié du XXe siècle, cela ne concernait plus les résidents flamands.

#### La francisation des immigrés
C'est surtout chez les Marocains que le français devient de plus en plus la langue de relations au sein de leur propre communauté, au détriment de l'arabe. Les Turcs tiennent beaucoup plus à leur langue d'origine, mais l'intérêt commun pour le français s'accroît également. Le néerlandais, quant à lui, peut à peine s'introduire dans ces deux groupes d'immigrés. Aussi bien dans la communauté turque que dans la communauté marocaine, presque tous les enfants ont une scolarité en français, ce qui n'est pas étonnant du fait que c'est le plus souvent le français qu'ils parlent dans leur famille ou le cercle de leurs relations. Pareille évolution est également perceptible chez les immigrés d'origine portugaise, espagnole, italienne ou grecque, dont bon nombre parlaient déjà français avant leur arrivée en Belgique. Chez ces immigrés, il s'ajoute le fait qu'ils ont souvent pour langue maternelle une langue romane proche du français. Les Européens du Nord, qui en grande partie ne sont arrivés qu'après les années 1980, tiennent beaucoup plus à conserver leur langue propre comme langue de famille. Beaucoup d'entre eux parlent à la maison une langue importante, comme l'allemand ou l'anglais, capable de concurrencer le français. En cas de mariage avec un conjoint francophone, c'est bien souvent le français qui devient la langue de famille. Pour cette communauté, il est difficile de déterminer quelle sera l'incidence de sa présence dans l'équilibre franco-néerlandais.
Le caractère multiculturel et multiethnique de Bruxelles a donc modifié le côté simplement linguistique dans l'opposition entre le néerlandais et le français. Il est clair que parmi les immigrés le néerlandais est beaucoup moins représenté que le français : parmi les 74 élus flamands lors des élections communales de 2006, il n'y avait par exemple que deux immigrés, en proportion c'était neuf fois moins que chez les francophones. En l'an 2000, parmi les habitants de la Région de Bruxelles-Capitale qui sont de nationalité étrangère, 2,9 % ont déclaré ne parler que le néerlandais à la maison contre 9,2 % qui ne parlent que le français. En outre 15,9 % des Bruxellois parlent une langue étrangère dans le cercle de famille en combinaison avec le français.

### Naissance de la Région de Bruxelles-Capitale

Votes pour les partis néerlandophones lors des élections fédérales de juin 2007

Les 19 communes constituent ensemble la seule partie officiellement bilingue de la Belgique. La création d'une Région bruxelloise à part entière a été longtemps retardée du fait des visions différentes sur le fédéralisme en Belgique,. Dans un premier temps les partis flamands demandaient des compétences essentiellement culturelles, tandis que les francophones voulaient l'autonomie économique. Les Flamands craignaient aussi d'être placés en minorité devant deux régions francophones et ils voyaient dans la création de la Région bruxelloise une coupure définitive entre Bruxelles et la Flandre, et une concession à la francisation.
En 1989, la Région de Bruxelles-Capitale a tout de même fini par être créée officiellement. Elle a obtenu son propre parlement régional, avec une représentation minimale garantie pour les Flamands (17 des 89 sièges, environ un cinquième), et un gouvernement régional paritaire (à l'exception du Ministre-Président et des secrétaires d'État). Bruxelles n'a toutefois pas une Communauté propre, en vertu de quoi la Communauté flamande aussi bien que la Communauté française y exercent leur compétence. Du côté néerlandophone a été créée la Commission communautaire flamande (VGC, qui a succédé à la Commission culturelle néerlandaise) et du côté francophone la Commission communautaire française (COCOF). Les moyens financiers de la Région bruxelloise sont attribués dans une proportion de 80-20 respectivement à la COCOF et au VGC,,.

#### Situation actuelle

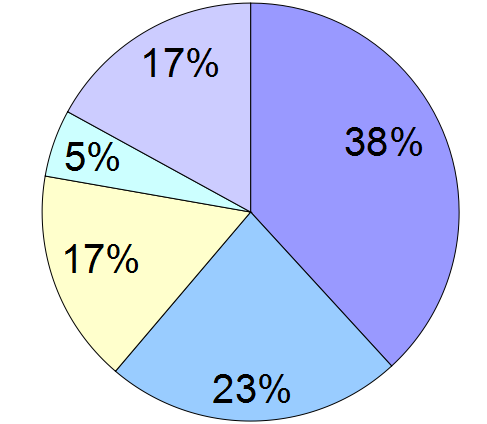
Langues parlées à la maison (Bruxelles-Capitale, 2013 – estimations)
Français
Néerlandais et français
Néerlandais
Français et langue étrangère
Autres langues

Le dernier recensement linguistique, en 1947, a montré que les familles de langue néerlandaise habitaient en général de façon concentrée dans le nord-ouest de la Région. Dans les communes d'Evere, Berchem-Sainte-Agathe, Ganshoren, Molenbeek-Saint-Jean, Jette, Anderlecht et Koekelberg, ils faisaient plus d'un tiers de la population. Contrairement à ce qui s'est passé dans les communes plus résidentielles au sud-est, la francisation y a été également plus lente. Sur la base d'un échantillonnage il apparaît qu'à Evere et à Molenbeek la présence flamande a diminué depuis, mais que dans d'autres communes du nord-ouest la proportion des néerlandophones est restée relativement élevée par rapport aux autres communes bruxelloises. C'est là également que le néerlandais est le plus connu parmi les non-néerlandophones, dans une proportion qui dépasse généralement 20 %. Aux deux extrémités on trouve Ganshoren, où 25 % de ceux qui ne sont pas des locuteurs natifs connaissent le néerlandais, et Saint-Gilles, où le néerlandais comme langue de famille a maintenant pratiquement disparu.
Plus une génération est jeune, moins elle connaît le néerlandais. Le groupe de ceux qui en famille n'ont appris que le néerlandais, et dans une moindre mesure celui des bilingues classiques (néerlandais-français), ont également un profil plus âgé que la moyenne des Bruxellois. Entre 2000 et 2006 le pourcentage des familles néerlandophones unilingues est passé de 9,5 à 7,0 %, puis à 5,3 % en 2008. Les extrapolations à l'horizon 2020 n'envisagent plus que 3,4 % de néerlandophones belges en raison du taux de fécondité faible des femmes flamandes de Bruxelles (1,20) comparé à celui des femmes belges francophones de Bruxelles (1,80) et des femmes étrangères de Bruxelles (1,95). Le pourcentage de bilingues classiques est passé de 9,9 à 8,6 % de 2000 à 2006. Cependant, alors que le groupe de locuteurs natifs du néerlandais continue de diminuer, on voit croître le nombre de ceux qui ne sont pas d'origine flamande mais qui possèdent une connaissance du néerlandais bonne voire excellente. La moitié de ceux dont la connaissance est bonne ont appris cette langue à l'extérieur de la famille et la proportion devrait encore augmenter. En général (anno 2006), 28,23 % des Bruxellois auraient une connaissance du néerlandais « bonne voire excellente » ; ce chiffre serait de 95,55 % pour le français et 35,40 % pour l'anglais qui prend ainsi la place du néerlandais au baromètre des langues depuis 2006. En 2001, 70 % des Bruxellois déclarèrent d'avoir une connaissance au moins « convenable » du néerlandais. Le français est donc de loin la langue la plus connue et retient par conséquent le rôle de lingua franca. Selon une estimation de 2013, en incluant les familles bilingues, le français est parlé dans 75 % des familles bruxelloises tandis que le néerlandais est parlé dans 23 % des familles. Les familles allophones, qui ne parlent aucune des deux langues officielles à la maison, seraient à 17 %.
De toutes les entreprises dont le siège est à Bruxelles, 50,4 % utilisent le français comme langue de communication interne, 31,5 % le français et le néerlandais ; dans les autres cas d'autres langues s'y ajoutent. Plus d'un tiers de toutes les offres d'emploi exige le bilinguisme, un cinquième demande en plus la connaissance de l'anglais. Une amélioration significative de la connaissance du néerlandais à Bruxelles et en Wallonie devrait accroître la capacité des travailleurs à trouver un emploi. De toutes les campagnes publicitaires à Bruxelles environ 41,4 % sont bilingues en français et en néerlandais, un tiers unilingues en français, un dixième bilingues en français et en anglais et 7,2 % trilingues. Pendant la journée le pourcentage de néerlandophones s'accroît sensiblement en raison des 229 500 navetteurs qui viennent de la Région flamande, nettement plus que les 126 500 navetteurs wallons.

### L'évolution dans la périphérie
- > 80% de francophone
- 50 à 80% de francophone
- 20 à 50% de francophone
- 5 à 20% de francophone

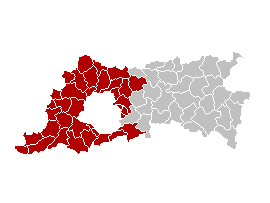
Arrondissement administratif de Hal-Vilvorde en Brabant flamand

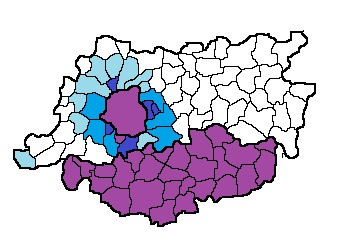
Part de francophone dans l'ancienne province du Brabant.
> 80% de francophone
50 à 80% de francophone
20 à 50% de francophone
5 à 20% de francophone
Sources,,

À Wemmel, Kraainem, Wezembeek-Oppem, Rhode-Saint-Genèse, Linkebeek et Drogenbos, les six communes à facilités de la périphérie bruxelloise qui font partie de la Région flamande, la proportion des francophones a évolué également dans la deuxième moitié du XXe siècle jusqu'à faire d'eux une majorité. Dans l'arrondissement de Hal-Vilvorde qui, outre les six communes à facilités, comprend encore 29 autres communes flamandes, environ 25 pour cent des familles en 2006 se servaient du français comme langue de communication entre l'enfant et la mère. Le gouvernement flamand y voit une évolution inquiétante et mène une politique visant à maintenir le caractère néerlandophone du Rand,. Cette politique se traduit entre autres par une interprétation tatillonne des facilités, comme la circulaire Peeters qui dispose que les résidents francophones doivent à chaque fois demander à nouveau des documents en français,.

### Importance dans la vie politique nationale
En raison de ses origines néerlandophones et du rôle que joue Bruxelles en tant que capitale d'un pays trilingue, les partis politiques flamands revendiquent un bilinguisme intégral de la Région de Bruxelles-Capitale, y compris de ses subdivisions administratives et les services publics qu'elle offre. Cependant, la classe politique francophone considère comme artificielle la frontière linguistique et demande l'extension de la région bilingue à au moins six communes à facilités linguistiques de la périphérie bruxelloise,. La classe politique flamande a énergiquement rejeté ces propositions,,.
Les francophones qui habitent en Flandre veulent que la Flandre ratifie la Convention-cadre pour la protection des minorités nationales, ce qui leur permettrait de revendiquer les droits qui en découlent : la possibilité d'utiliser leur propre langue dans leurs relations avec les autorités, le bilinguisme des noms de rue et des noms de lieux sur les panneaux destinés au public, un enseignement en langue française, etc. Mais comme ce traité ne précise pas ce qu'est « une minorité nationale », et que sur ce point Flamands et francophones sont en désaccord, la Flandre est peu portée à l'approuver, même après une demande réitérée des rapporteurs du Conseil de l'Europe. La Région flamande ne considère pas les francophones qui vivent sur son territoire, notamment dans la périphérie de Bruxelles, comme une minorité susceptible de revendiquer de tels droits.
 (septembre 2012).
La crainte que la situation du néerlandais à Bruxelles continue à se détériorer, et que se poursuive la francisation des communes flamandes, reste bien présente dans les milieux flamands. Sur le plan politique, le désaccord concernant la scission de la circonscription électorale et juridique bilingue de Bruxelles-Hal-Vilvorde (BHV) est à cet égard une grande pomme de discorde. C'est que cette circonscription, à côté des 19 communes bilingues de Bruxelles, comprend également 35 communes flamandes unilingues de l'arrondissement administratif de Hal-Vilvorde. Pour les élections au Sénat et au Parlement européen, qui sont organisées par Région linguistique, il est possible de voter dans la totalité de la circonscription pour des listes francophones des Régions wallonne et bruxelloise. Pour les élections à la Chambre, qui se font par province, les listes bruxelloises peuvent se présenter à Hal-Vilvorde et réciproquement. Le Brabant flamand est donc la seule province à ne pas constituer sa propre circonscription électorale. En cas d'une scission, les francophones habitant Hal-Vilvorde perdraient la possibilité de voter pour des candidats bruxellois aux élections législatives et européennes et de se faire entendre en français devant les juridictions. Si une scission devait se faire, les partis francophones exigeraient donc en compensation un élargissement de la Région de Bruxelles-Capitale allant de pair avec un agrandissement de la zone bilingue, ce que les partis flamands trouveraient inacceptable. Cette impasse est une des raisons pour lesquelles la formation du gouvernement fédéral fut si difficile après les élections de juin 2007, et elle reste l'objet d'un vif débat entre les communautés.

## Source
- (nl) Cet article est partiellement ou en totalité issu de l’article de Wikipédia en néerlandais intitulé « Verfransing van Brussel » (voir la liste des auteurs).